# Batalla de Kamianets-Podilski
La batalla de Kamianets-Podilski, conocida también como batalla de la Bolsa de Hube, fue un conflicto armado de la Segunda Guerra Mundial en el que fuerzas de la Wehrmacht intentaron burlar un ambicioso intento de cerco por parte del Ejército Rojo en el frente oriental. Durante esta operación, desarrollada en la primavera de 1944, las fuerzas del Primer Frente Ucraniano y del Segundo Frente Ucraniano intentaron embolsar al 1.ᵉʳ Ejército Panzer al norte del río Dniéper. 

## Antecedentes
A mediados de febrero de 1944 el 1.ᵉʳ Ejército Panzer defendía las líneas alemanas al noroeste de Ucrania, al norte del río Dniéper y cerca de la antigua frontera de la URSS con Rumania. El centro de la posición defensiva estaba en la localidad ucraniana de Kamianets-Podilski (ruso: Kamenets-Podolski), al suroeste de Vínnitsa. En esas fechas el 1.ᵉʳ Ejército Panzer ya estaba agotado por haber rescatado a gran número de tropas germanas en la batalla de Korsun-Cherkasy (que había consumido al III Cuerpo Panzer) y ahora en la nueva posición reunía a cuatro cuerpos de ejército, tres de los cuales eran cuerpos Panzer  (que abarcaban unas 20 divisiones) y 200 000 soldados. Quien dirigía estas fuerzas era el general Hans-Valentin Hube, al que sus subordinados llamaban der Mensch (el Hombre) o, también, der Einarmige (el Manco), ya que había perdido el brazo izquierdo en la Primera Guerra Mundial. Era la formación más poderosa del Grupo de Ejércitos Sur, comandado por el mariscal Erich von Manstein.
Gueorgui Zhúkov, el mariscal soviético, determinó la necesidad de eliminar al 1.ᵉʳ Ejército Panzer en tanto este paso significaría destruir toda resistencia alemana al avance del Ejército Rojo hacia el resto de Ucrania, generando el colapso de toda la sección sur del frente oriental de la Wehrmacht. Para esto Zhúkov planificó una ofensiva lanzada desde dos frentes, para lo cual se usaría el Primer Frente Ucraniano (dirigido por el mismo Zhúkov) y al Segundo Frente Ucraniano (liderado por el mariscal Iván Kónev). Por su esbozo, parecía repetirse el plan de la Batalla de Stalingrado: rodear por dos flancos a una poderosa fuerza alemana que por cuestión estratégica no podría abandonar fácilmente su posición.

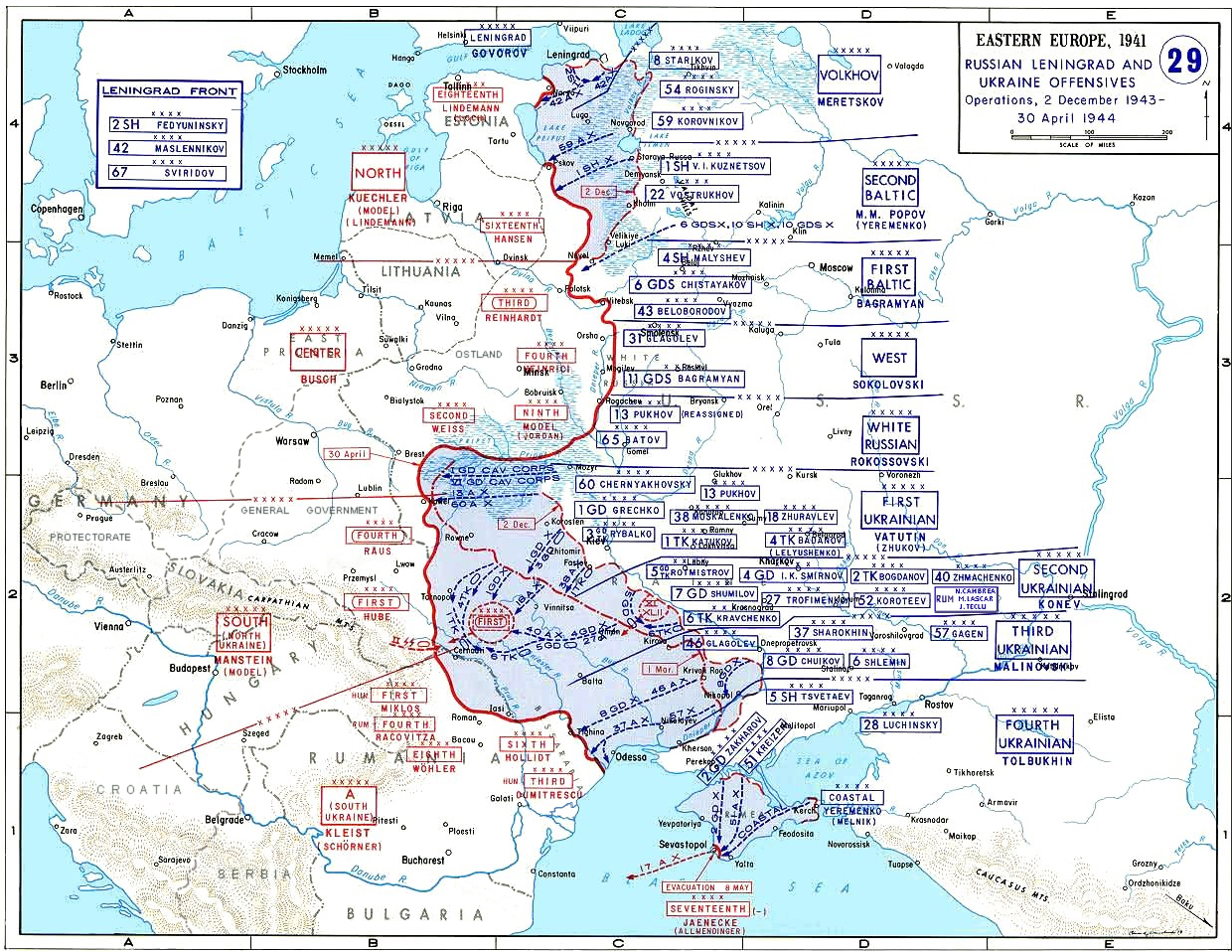
Frente oriental, de diciembre de 1943 a abril de 1944

## El cerco
El ataque soviético de los dos frentes (comprendiendo cerca de 500,000 soldados en total) empezó el 22 de marzo, rompiendo el frente al este de Ternópil, y cruzando el Dniéster hasta alcanzar Chernivtsí en la Bucovina septentrional, a pocos kilómetros de la frontera rumana. Aunque Hube y Manstein notaron el peligro inmediato de un cerco sobre el 1.ᵉʳ Ejército Panzer, el OKH no permitía una retirada estratégica debido a la obstinada negativa de Hitler en tal sentido. Ni siquiera se aceptó una retirada para reconstruir el frente y lanzar un contraataque desde el Dniéster. 
Tras 48 horas de feroces combates, el 24 de marzo el 1.ᵉʳ Ejército Panzer estaba en un saliente, como resultado del ataque combinado de los dos frentes soviéticos, superiores en infantería, artillería y tanques. Manstein requirió a Hitler permiso para retirar parte de las tropas y evitar el inminente cerco, pero el Führer denegó este pedido, como en el frente del Volga dos años antes. Al día siguiente, el 25 de marzo, las fuerzas del Primer Frente Ucraniano alcanzaban la localidad de Jotín, al norte del Dniéster, y cortaban toda vía de comunicación del 1.ᵉʳ Ejército Panzer con el exterior, encerrando a los 200,000 soldados de Hube en un Kessel ("caldero" o cerco) terriblemente parecido al de Stalingrado. 

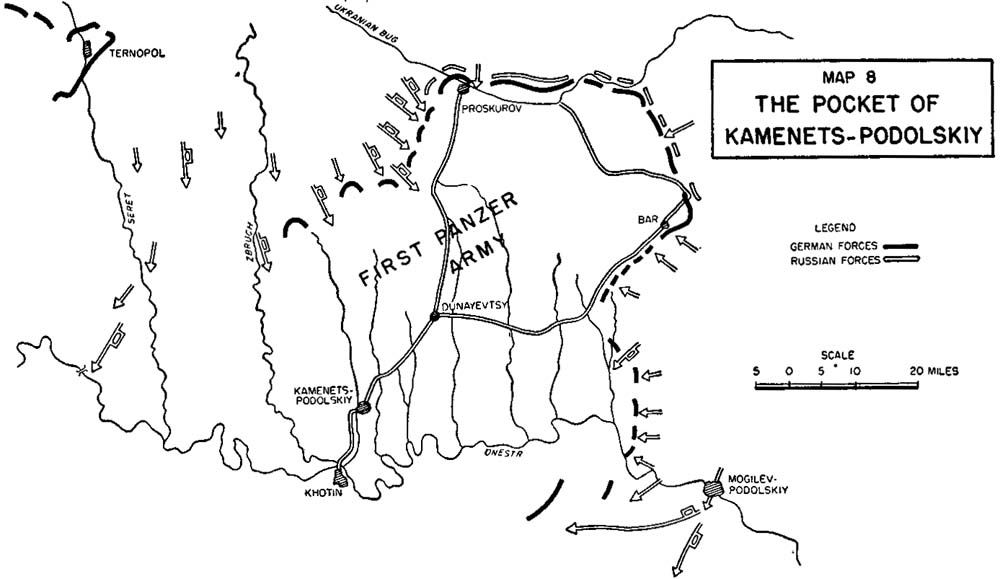
Avances soviéticos que generaron el cerco alemán.

La localidad de Kamianets-Podilski era ahora el centro de un área cercada por el Ejército Rojo. Las tropas alemanas, formadas por cerca de 200,000 hombres, tenían suficiente comida y municiones para dos semanas, pero el combustible era escaso y por ello solo se distribuyó a los tanques; a ello se agregó que la nieve propia de la época impedía un suministro aéreo masivo por parte de la Luftwaffe. El general Hube ordenó entonces que las unidades al sur del Dniéster avanzaran en sentido meridional para intentar romper el cerco, pero fracasó pues los soviéticos notaron la maniobra y aumentaron la presión en ese sector.
Hube ordenó que la bolsa se redujera de tamaño, moviendo divisiones de manera tal que ocupasen menos terreno para hacer más densa la concentración de tropas alemanas (y así tornar más difícil el ataque soviético). Sin embargo el clima seguía siendo nevado y ello impediría pedir que las fuerzas de la Wehrmacht más cercanas (el 8.º Ejército en el sureste y el 4.º Ejército Panzer al noroeste) pudieran lanzar una operación de rescate. También era más difícil mantener la potencia de combate del 1.ᵉʳ Ejército Panzer si no había suficiente combustible para los tanques. Zhúkov exigió la rendición alemana pero tal propuesta fue rechazada.
Entonces Hube reorganizó las fuerzas bajo su mando. Los cuatro Panzerkorps que formaban el 1.ᵉʳ Ejército Panzer se fusionaron en tres, cada uno con el nombre del general a cargo (denominándose en consecuencia Panzerkorps Gollick, Panzerkorps Breth y Panzerkorps von der Chevallerie) para simplificar la dirección. Se acentuó la concentración de las tropas para defenderse mejor del continuo ataque soviético. Tras horas de dura discusión desde la sede oriental del OKH Manstein convenció a Hitler finalmente para que el 1.ᵉʳ Ejército Panzer pudiera retirarse y romper el cerco, aunque fue difícil elegir la dirección que habrían de tomar las fuerzas sitiadas. Hitler y Manstein determinaron que Hube dirigiera sus fuerzas directamente al oeste, para enlazar con tropas del VII Cuerpo de Ejército húngaro y el 2.º SS Panzerkorps del general Paul Hausser con el fin de volver al frente activo de inmediato. Hans Valentin Hube hubiera elegido huir con sus fuerzas hacia el sur para entrar en Rumania, pero semejante idea fue rechazada por Manstein: tal retirada sería demasiado larga y demoraría semanas para que el 1.ᵉʳ Ejército Panzer saliese de Rumania y pudiera volver al frente.

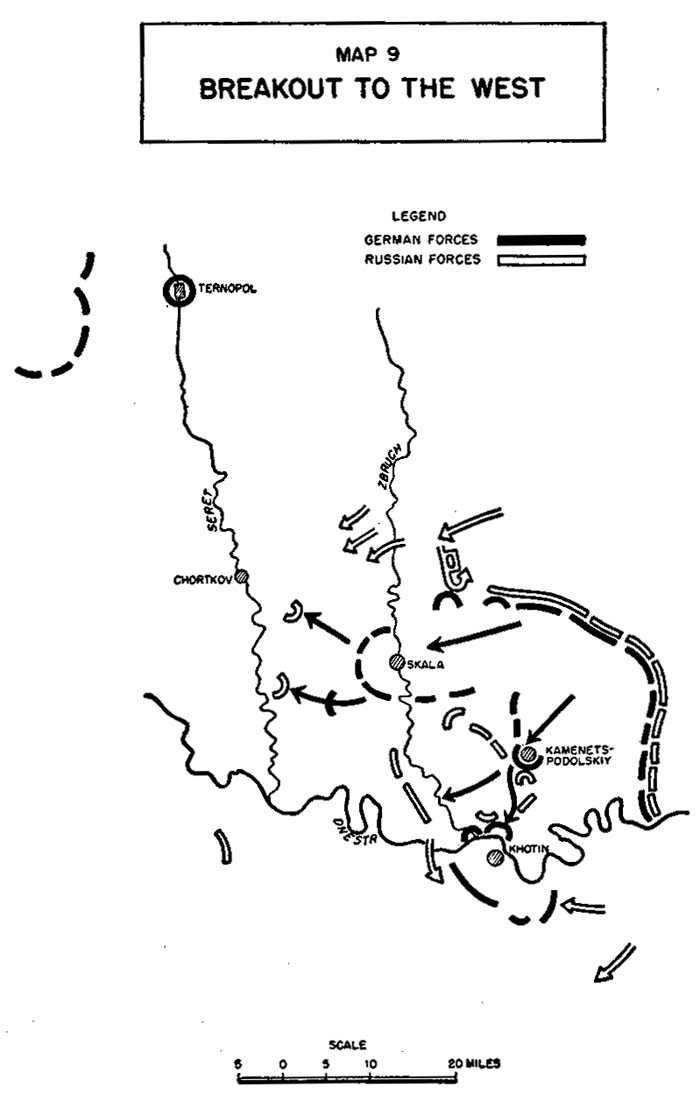
Ruptura alemana del cerco.

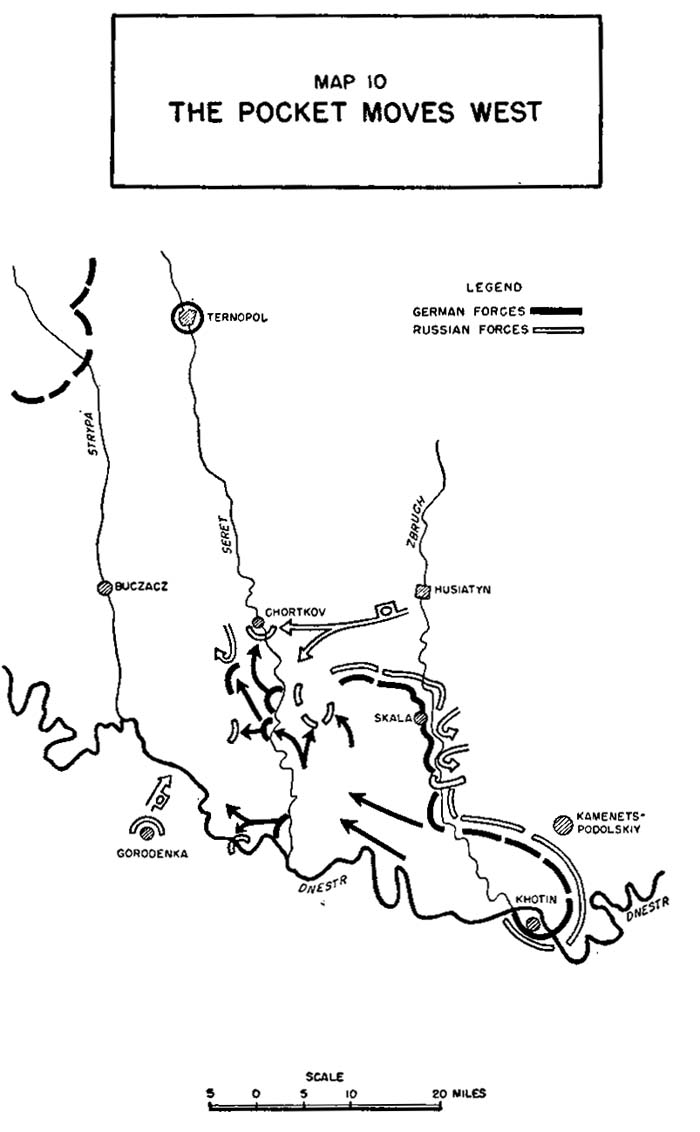
Contraataque soviético tras la ruptura alemana.

La meta del 1.ᵉʳ Ejército Panzer sería romper el cerco hacia el oeste, llegando a la ciudad de Ternópil (82 kilómetros al este de Lvov) que estaba aún en poder de la Wehrmacht; para lograrlo deberían cruzar 250 kilómetros, atravesando ríos y un terreno lleno de barrizales. Conscientes del riesgo de escape, Zhúkov y Kónev movilizaron rápidamente tropas hacia el sur para cortar el paso a los alemanes, creyendo aún que Hube intentaría llevar sus tropas hacia suelo rumano.

## Ruptura del cerco
El 27 de marzo el 1.ᵉʳ Ejército Panzer inició la ruptura del cerco, hacia el río Zbruch, cruzándolo y obteniendo tres puentes en buen estado. Ante la retirada germana, los soviéticos del 4.º Ejército de Guardias (parte del Primer Frente Ucraniano) penetraron repentinamente en la bolsa desde el oeste tomando la propia localidad de Kamianets-Podilski, tras feroces combates. Este hecho tornó lenta la retirada germana, pues dicha localidad era el nudo central de las comunicaciones terrestres de los tres Panzerkops y obligaba a la infantería alemana a dar un largo rodeo por el norte y sur de Kamianets-Podilski para no cruzarse con los tanques del Ejército Rojo.
Ante esta situación Hube ordenó atacar tenazmente a los soviéticos que se habían atrincherado en Kamianets-Podilski; aun así la meta de los alemanes no era recapturar permanentemente esa ciudad sino solo tomarla de modo transitorio para proteger la retirada. Tras horas de lucha feroz, las tropas alemanas lograron exterminar a los soviéticos en la localidad, permitiendo que el Kessel como una gigantesca ameba, pudiera moverse más hacia el oeste alcanzando el río Siret y formando allí cabezas de puente.
También hubo ataques soviéticos ordenados por Zhúkov en la zona norte y oeste de la "Bolsa" desde el 28 de marzo, con su Primer Frente Ucraniano pero estos solo ocuparon áreas que los alemanes ya habían abandonado, como sucedió con la importante ciudad de Jmelnitsky, situada en el extremo norte de la "bolsa", y tomada por el Ejército Rojo cuando la Wehrmacht ya la había abandonado.
Los alemanes contaban con pocas raciones, pero se logró mantener la disciplina, enfocando todos los esfuerzos logísticos y tácticos en la retirada hacia el oeste, luchando con los soviéticos solamente como último recurso, y manteniendo a los tanques como cobertura de las demás tropas de infantería. Gracias a estas medidas, así como al error soviético en esperar una ruptura por el sur, la Wehrmacht evitó un cerco masivo como el de Batalla de Stalingrado, y se impidió que la ruptura del cerco degenerase en un desastre de caos y desesperación como había sucedido en la ruptura del Cerco de Korsun-Cherkassy seis semanas antes.
Los soviéticos no notaron que el mayor esfuerzo alemán se dirigía hacia el oeste sino hasta el amanecer del día 30 de marzo, en el cual fuerzas del 20.º Ejército de Guardias (parte del Segundo Frente Ucraniano) atacaron a los alemanes entre los ríos Zbruch y Siret, descubriendo que el grueso de tropas de la Wehrmacht se habían concentrado en la zona oeste. 
Los blindados alemanes lograron destruir numerosos tanques del Ejército Rojo, pero los soviéticos advirtieron de inmediato la intención de Hube y lanzaron ataques masivos en los primeros días de abril para impedir la ruptura del cerco (o al menos para causar el mayor daño posible a los alemanes en su intento), aunque contaban con la desventaja de que los mayores contingentes del Ejército Rojo habían quedado rezagados en las zonas este y sur de la "Bolsa". Estos ataques solo pudieron atrapar a la retaguardia del 1.ᵉʳ Ejército Panzer, aunque este se retiró sufriendo serias pérdidas. Recién el 5 de abril los sobrevivientes alemanes llegaron al área controlada por el 2.º SS Panzerkorps de Paul Hausser cerca de la localidad de Buchach, y el 15 de abril pudieron restablecer sus líneas entre el Dniéster y la ciudad de Brody, tras recorrer casi 250 kilómetros de estepas y barrizales para huir del cerco.
El resultado de la batalla fue no obstante un triunfo soviético, pues si bien el 1.ᵉʳ Ejército Panzer solo perdió ente muertos heridos y prisioneros unos 12,000 hombres (de su fuerza original de 200,000 soldados) apenas pudo rescatar 450 tanques. Tal resultado le impidió participar en operaciones activas por varias semanas, mientras que el Segundo Frente Ucraniano del Ejército Rojo (a pesar de sus altísimas perdidas) lograba acercar sus líneas más al oeste.